# Deutsch-Französische St. Liborius-Fraternität

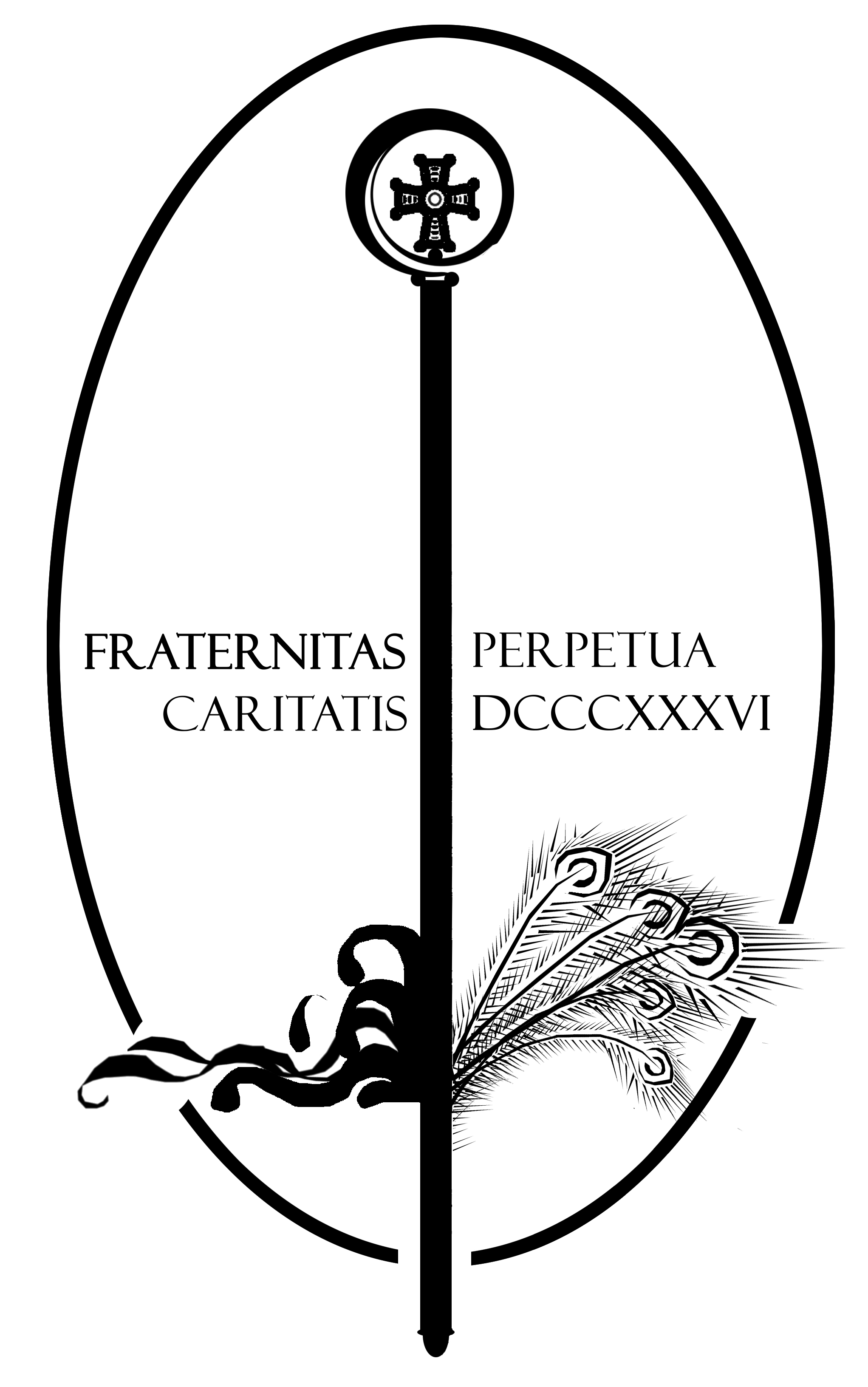
Das von der Jugendabteilung verwendete Logo der Fraternität mit dem lateinischen Motto Fraternitas perpetua caritatis – „Beständige Bruderschaft der Liebe“ und der Jahreszahl der Translation der Liboriusreliquien von Le Mans nach Paderborn 836

Die Deutsch-Französische St. Liborius-Fraternität (meist nur „Liborius-Fraternität“) ist eine ursprünglich als Priesterbruderschaft 1960 gegründete Fraternität (lat./frz. „Bruderschaft“), die in besonderer Weise die Freundschaft zwischen den Bistümern Le Mans und Paderborn fördert. 

## Geschichte der Fraternität
Die Deutsch-Französische St. Liborius-Fraternität (meist einfach „Liborius-Fraternität“) wurde im Jahr 1960 als „St.-Liborius-Priesterbruderschaft“ gegründet. Erste Besuche von Jugendlichen gab es bereits in den 1950er Jahren zum Libori-Fest. Eine konkrete Bruderschaft zu gründen, war die Idee von Msgr. Anton Schwingenheuer, Dompfarrer in Paderborn, die auf französischer Seite von Monsignore Charles Leboisne aufgegriffen wurde. Die Bruderschaft wurde schließlich von beiden Seiten „gegründet“. Daher existieren bis heute zwei Sektionen mit jeweils eigenem Vorstand. Die beiden Bischöfe sind jeweils geborene Mitglieder der Vorstände. 
Der Vatikan erkannte am 21. Oktober 1964, auf Bitten des Paderborner Erzbischofs Lorenz Kardinal Jaegers, die Satzung der Bruderschaft an. 
Die Priesterbruderschaft ist in der Zwischenzeit zu einer Fraternität geworden, die seit 2001 allen Christen und nicht mehr nur Priestern offen steht. Der europäische Gedanke und die gemeinsame Solidarität sind eng mit dem Handeln der Fraternität verknüpft. So wurde über viele Jahre das Altersheim St. Aldric in Le Mans von der deutschen Sektion unterstützt.

## Ziele der Fraternität
Das Hauptziel ist, den 836 geschlossenen „Liebesbund ewiger Bruderschaft“ zu leben. Das soll vor allem geschehen durch „die Gemeinschaft des Gebetes und die gegenseitige Solidarität“.
Neben Besuchen zu den Bistumsfesten und Bildungsveranstaltungen hat sich nach dem Weltjugendtag 2016 eine eigene Jugendabteilung gegründet. 
Jeweils zum Juliansfest und Libori-Fest bietet die Liborius-Fraternität Fahrten an. Die Jugendarbeit hat sich in den letzten Jahren intensiviert und ist zu einem wichtigen Bestandteil der Arbeit der Fraternität geworden. Waren die Treffen früher vorwiegend auf die Bistumsfeste beschränkt, so ergaben sich inzwischen eine ganze Reihe von Begegnungen auch außerhalb der beiden großen Feste. Auch einzelne Praktika konnten vermittelt werden.

## Vorsitzende der Fraternität

### Deutsche Sektion
- Anton Schwingenheuer (1960–1970)
- Heinrich Diebecker (1970–1980)
- Hieronymus Dittrich (1980–1993)
- Reinhard Bürger (1993–2009)
- Dietmar Röttger (2009–2017)
- Thomas Witt (seit 2017)